# Jadyn Wong
Jadyn Wong, née le 11 mai 1985 à Medicine Hat, Alberta, est une actrice canadienne. 
Elle est également ceinture noire de karaté et pianiste classique depuis 2006.

## Jeunesse et éducation
Wong est née le 11 mai à Medicine Hat, Alberta, au Canada, de parents restaurateurs qui viennent de Hong Kong. Elle est diplômée de la Medicine Hat High School. Elle a commencé à étudier pour un diplôme de commerce à l'université de Calgary, mais elle a décidé d'auditionner pour des rôles de théâtre dans le département d'art dramatique.

## Carrière
Wong a quitté l'université pour travailler dans la mini-série Broken Trail en 2006.
En 2014, Wong commence dans la série télévisée Scorpion, où elle incarne Happy Quinn, qui est diffusé sur CBS,.

## Filmographie
| Année | Titre                    | Rôle                      | Notes         |
| ----- | ------------------------ | ------------------------- | ------------- |
| 2009  | Space Buddies            | Chinese Reporter          |               |
| 2010  | The Letters              | April Jung                | court métrage |
| 2012  | Cosmopolis               | Money Channel Interviewer |               |
| 2014  | Debug                    | Diondra                   |               |
| 2016  | You're Killing Me Susana | Altagracia                |               |
| 2021  | Needle in a Timestack    | Zoe Mikkelsen             |               |

| Année       | Titre              | Rôle           | Notes                           |
| ----------- | ------------------ | -------------- | ------------------------------- |
| 2006        | Broken Trail       | Ghee Moon (#1) | Mini-série                      |
| 2010        | Caprica            | Game master    | 2 épisodes                      |
| 2011        | Rookie Blue        | Mary Vu        | Épisode: "Brotherhood"          |
| 2011        | Being Erica        | Rachel         | 6 épisodes                      |
| 2011        | Stay with Me       | Li             | Unaired CTV pilot               |
| 2014        | Lost Girl          | Dao Ming       | Épisode: "Destiny's Child"      |
| 2014        | Working the Engels | Shirl          | Épisode: "Pilot"                |
| 2014        | Spun Out           | Esther Wing    | Épisode: "Carpoolers"           |
| 2014        | Client Seduction   | Molly          | téléfilm                        |
| 2014 - 2018 | Scorpion           | Happy Quinn,   | l'un des personnages principaux |